# Нове (Калінінський район)
Нове (рос. Новое) — присілок в Калінінському районі Тверської області Російської Федерації.
Населення становить 40 осіб. Входить до складу муніципального утворення Верхнєволзьке сільське поселення.

## Історія
Від 2005 року входить до складу муніципального утворення Верхнєволзьке сільське поселення.

## Населення
| 1859 | 1886 | 2002 | 2010 |
| ---- | ---- | ---- | ---- |
| 203  | ↗215 | ↘61  | ↘40  |